# 아주IB투자
주식회사 아주IB투자는 1974년 국내 최초로 설립된 벤처캐피탈로, 벤처캐피탈(VC, Venture Capital) 투자 및 사모투자(PE, Private Equity) 등 투자업을 영위하고 있다.
또한 여신전문금융업법에 의거 신기술사업금융업을 영위하는 신기술사업금융업자이자 자본시장과 금융투자업에 관한 법률(이하 자본시장법)에 의거 금융감독원에 등록된 기관전용사모펀드(이하 PEF(Private Equity Fund)) 운용회사이다.
본사는 서울특별시 강남구 테헤란로 201 아주빌딩 3,4,5층에 있다.

## 투자회사
- 유비온
- 테이팩스
- 피엔티
- 크래프톤
- 헬리녹스
- 박셀바이오
- 카버코리아
- 나노팀
- SK매직
- 야놀자
- 더블유게임즈
- 휴젤
- 린드먼아시아인베스트먼트
- SV인베스트먼트